# Łuk tunguski
Łuk tunguski – łuk refleksyjny używany na leśno-stepowych obszarach wschodniego Zabajkala i wzdłuż Amuru, należący do odmiany typu ugrofińskiego, używanego od Skandynawii po Syberię aż do lat 20 XX w. Od łuków refleksyjnych typu stepowego różnił się głównie budową (dwie-trzy warstwy drewna zamiast drewna, rogu i ścięgien) i rozmiarami. Do łuków tego typu posiadających warstwę ścięgien należy łuk z Nowogrodu.
Jego elementy były sklejane rybim klejem, a następnie suszone przez dwa lata. Łęczysko składało się z dwóch drewnianych części, wykonanych z jodły, świerku, sosny lub brzozy. W środku łęczyska umieszczano owalny lub kwadratowy majdan, po czym górne i dolne ramie łuku owijano korą brzozową, obwiązując ją na rogach/gryfach (zaczepy na cięciwę) paskami ścięgien zwierzęcych. Niekiedy łęczysko było owijane paskami z drewna czeremchy. Z tego samego materiału wykonywano też rogi łęczyska. Sama cięciwa była sporządzona z włókien konopi oraz ze skóry, niejednokrotnie owijana dodatkowo cienką warstwą kory brzozowej.